# Cyrtandra samoensis
Cyrtandra samoensis är en tvåhjärtbladig växtart som beskrevs av Asa Gray. Cyrtandra samoensis ingår i släktet Cyrtandra och familjen Gesneriaceae. Inga underarter finns listade i Catalogue of Life.